# Сирая

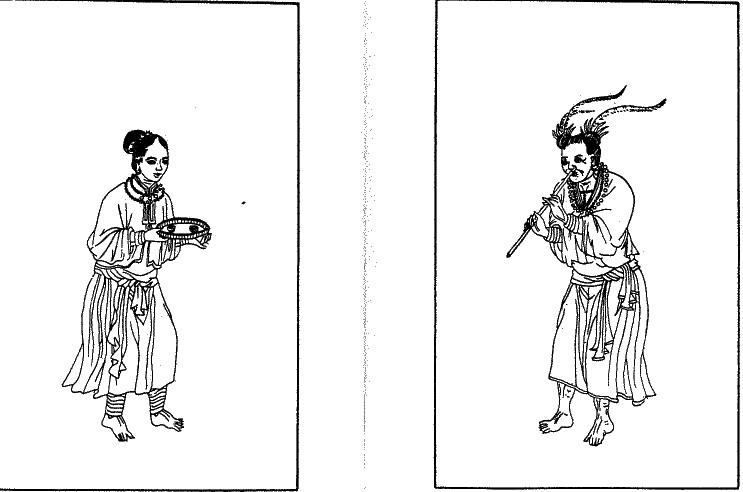
Сирая

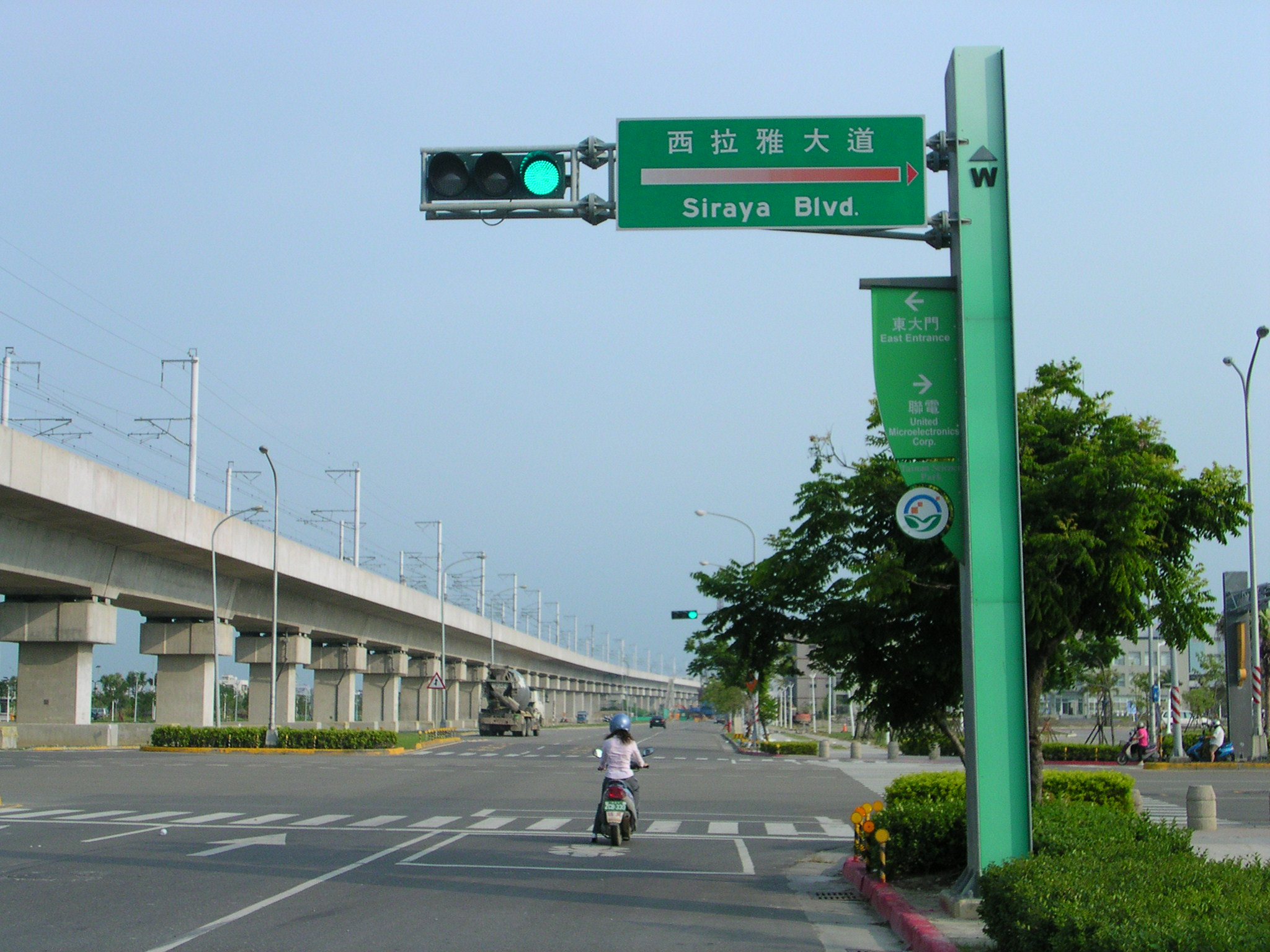
Бульвар Сирая в городе Тайнань.

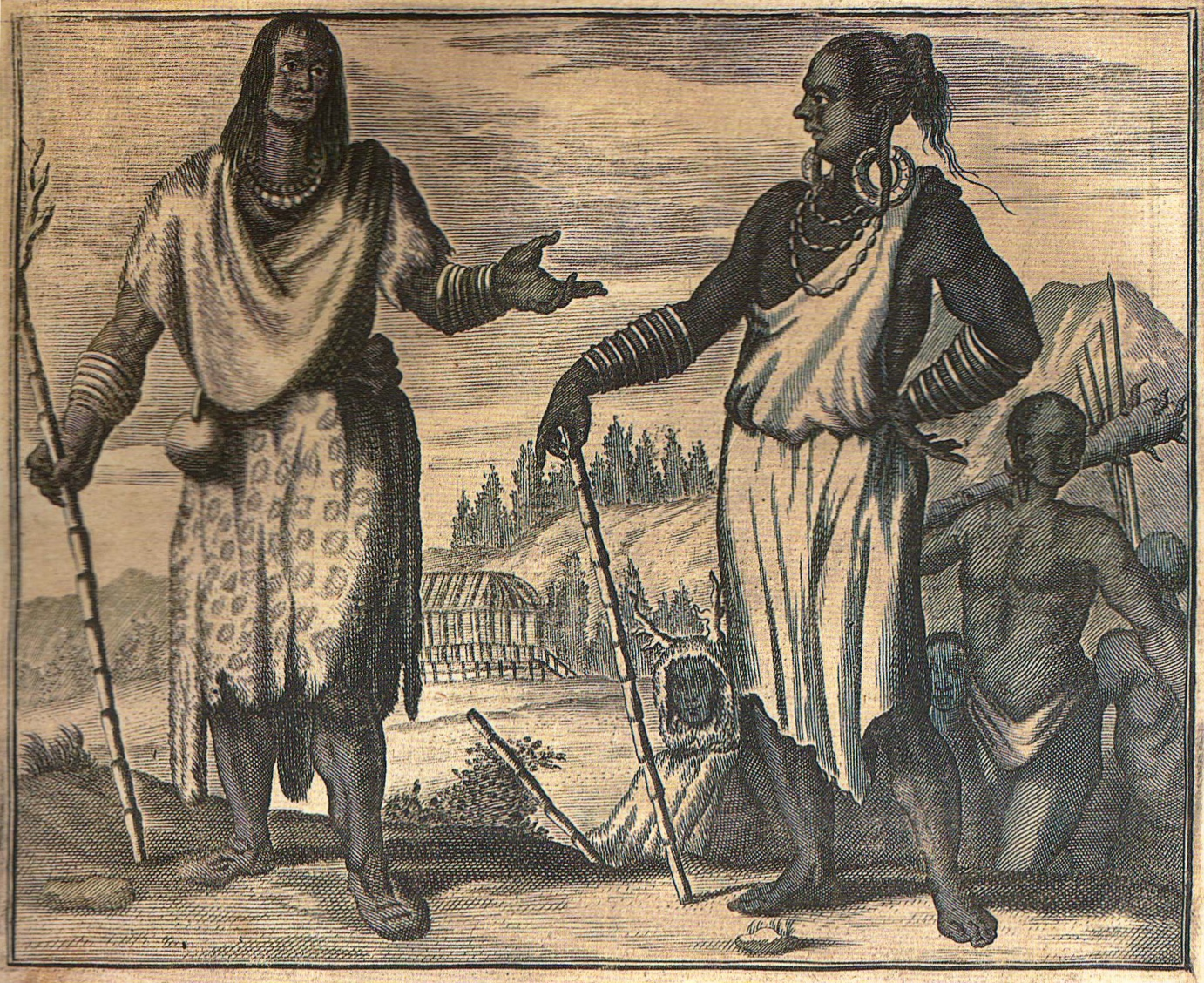
Голландская зарисовка аборигена Сирая (1670)

Сирая (кит. 西拉雅族) — народность тайваньских аборигенов. Область обитания сирая — прибрежные равнины на юго-западе острова и небольшая прибрежная зона на восточном побережье. На современном Тайване это уезды Тайнань и отчасти Тайдун. Сирая делятся на племена — в первую очередь маттао (Mattauw), соланг (Soelangh), баклоанг (Baccloangh), синкан (Sinckan) и тайвоан (Taivoan).
Сирая считаются равнинными аборигенами — пинпу. По языку и обычаям они относятся к австронезийцам. Само название острова Тайвань (ранее писалось 大灣, 大員, 台圓, 台窩灣) происходит из языка сирая. 
С племенем сирая столкнулись голландцы в XVII веке, когда создавали своё первое поселение в современном городе Тайнань. Голландцы установили мирные отношения с рядом деревень, но среди сирая возникли острые военные столкновения, которые переросли в восстание против голландцев. После того, как голландцы подтянули подкрепление в 1635 году и сожгли Мадоу (самую сильную деревню сирая), войны прекратились, и сирая перешли к мирному сосуществованию. Голландцы открыли школы и церкви, миссионеры смогли обратить многих сирая в христианство, была создана азбука языка сирая, на основе которой издана Библия.
После занятия Тайваня цинскими китайцами, культура и язык сирая стали приходить в упадок . Последний документ на языке сирая был зафиксирован в 1908 уже во время японской колонизации.
Несмотря на утрату языка, сирая сохраняют элементы культуры и самоидентичность.
Правительство Тайваня пока не придало сирая статус официально признанного аборигенского народа (в частности по причине отсутствия собственного языка), но ведётся работа в этом направлении. В 1999 году была основана Ассоциация культуры Сирая (台南縣平埔族西拉雅文化協會). Язык сирая был реконструирован в 2002 году, начато его преподавание в школах, на нём стала создаваться новая литература.  В 2005 году в уезде Тайнань был создан Комитет по делам аборигенов (台南縣西拉雅原住民族事務委員會), был собран словарь из более чем 4,000 слов, изданный в 2008 году. Документы на языке сирая, сохранившиеся с времён владычества голландцев, были оцифрованы и сохранены. (Excerpted from Taiwan Journal).

## Обычаи
Сирая придерживались матриархата.
До обращения к христианству у сирая были обычаи шаманизма. Культ сирая не был формализирован и передавался в виде устной традиции.